# 绿色和平
綠色和平是在超过55个国家设有分部的非政府环保组织，总部设立在荷兰的阿姆斯特丹。1971年由美国与加拿大裔环保主义者成立，组织的宗旨为“保护地球孕育全部多样性生物的能力”，他们的活动聚焦于气候变化、森林采伐、过度捕捞、商业捕鲸、基因工程以及反核议题。该组织采用直接行动、游说、研究以及对“破坏环境”的企业施行破坏达成目的。该组织不接受国家、企业、政治党派的捐助，只依赖于个人与独立基金的捐款。该组织在联合国经济及社会理事会拥有一般咨询地位，并且是国际非政府组织责任宪章组织的创始者之一，后者是一个旨在推进其他非政府组织透明化与承担责任的非政府组织。
绿色和平组织以其直接行动闻名，并且被认为是当今最经常在大众视野中出现的环保组织。该组织将环境议题引入公众的视野，在个人层次和公共层次都造成了一定影响。但該組織也造成過許多有爭議的影響。
其动机和行为（尤其是后来的一些违反法律的行为）遭受了许多批评，其中包括一封来自百余位诺贝尔奖获得者的公开信，呼吁绿色和平组织停止其反对转基因的活动。一些绿色和平组织的活动家因其直接行动而遭受诉讼，例如因破坏转基因小麦试验田以及损坏位于秘鲁的聯合國教科文組織文化遺產納斯卡線而被判赔款与缓刑。

## 历史

### 早期历史
委员会的创建者和早期成员包括：
- 保羅·柯特（英语：Paul Cote）
- 占姆·博倫（英语：Jim Bohlen）和瑪莉·博倫（英语：Marie Bohlen）
- 歐文·斯托（英语：Irving Stowe）和桃樂西·斯托（英语：Dorothy Stowe）
- 帕特里克·摩爾（英语：Patrick Moore (environmentalist)）
- 比爾·達尼爾
- 本·梅特卡夫（英语：Ben Metcalfe）和桃樂西·梅特卡夫（英语：Dorothy Metcalfe）
- 羅伯特·亨特
- 保羅·沃森

绿色和平起源于“別興風作浪委员会”（Don't Make a Wave Committee），1970年在加拿大温哥华由一些美国和加拿大的和平主义者、贵格会成员、嬉皮士等创立。名字取自1969年抗议美国核试游行的一句口号—「別再興風作浪了。如果地殼斷層發生變化，那都是你們惹的禍」。当时委员会聚首一堂，目的是阻止美国军方代号「Amchitka」（阿姆奇特卡）的行動，即在阿拉斯加州阿姆奇特卡岛下进行的第二次地下核试。
比爾·達尼爾（Bill Darnell）结合“绿色”（green）与“和平”（peace）的建议得到大家支持，组织名字从此确立。
1972年5月4日，桃樂西·斯托辞去主席的职位，這個羽翼未丰的环保团体正式宣布把组织的名字改为“绿色和平基金会”（Greenpeace Foundation）。

### 发展
1970年底，受羅伯特·亨特（Robert Hunter）“思想炸弹”全球蔓延的驱动，北美、欧洲和澳大利亚超过20个群体已经采用了“绿色和平”的名字。在“思想炸弹”中，公海冲突的景象从扩散和复杂的事件变成相对沟通友善的“大卫与歌利亚式对话” 。
然而，在1979年，绿色和平温哥华总部出现了经费问题，组织内部产生了基金筹款和组织方向的分歧，阻碍了全球的运动。大衛·麥塔格特（David McTaggart）游说加拿大绿色和平基金会接受一套新的结构，它能让分散的绿色和平办事处由全球一个统一的主办者协调。1979年10月，国际绿色和平成立了。在新的结构下，各地办事处会贡献它们的一部分收入给国际绿色和平，而国际绿色和平就负责运动的全局方向。
麥塔格特把绿色和平重构成一个分等级统一协调的组织这一举动，与20世纪70年代其它环保组织中盛行的反独裁风气背道而驰。在这种注重实效的结构保证了绿色和平的持续发展和集中力量于政府和行业抗衡同时，它陷入周期性的批评。批评指绿色和平与它的主要敌人—跨国企业，采用同样的管理方式。
对于一些小型的行动和持续的地区发展活动，绿色和平有不少积极支持者的网络，网络会通过国家办事处协调各地区活动。绿色和平表示，该组织在全球约有3,000万支持者。
2020年2月，根据英国《晨星报》披露，英国内政部安全与反恐办公室下属的反恐警察在一份内部海报中将绿色和平组织列入反恐极端组织观察名单。该报引述人权组织话说，反恐议程是“英国言论自由面临的最大威胁之一”。警方则解释称，“文件里并不是所有的标志和符号都与反恐有关。”

## 基金
绿色和平虽然成立于北美，但他們卻在欧洲取得更大的成功，得到更多的成员和资金。组织绝大多数的捐赠来源于普通成员，不过也有一些来自于名人（如泰德·特纳）。在美国，除了与其它行动主义工业成员资助以外，它还利用了公共利益研究基金。绿色和平每年大约花费3.6亿美元。
绿色和平宣称他们與其他環保組織的一個最大不同處，在於他們坚持独立性和中立性—拒絕任何企業及政府的捐助，以使可以對各國及大型企業的破壞環境行為加以指摘。捐赠品会被拍摄以保证遵循这一条原则。

## 行動

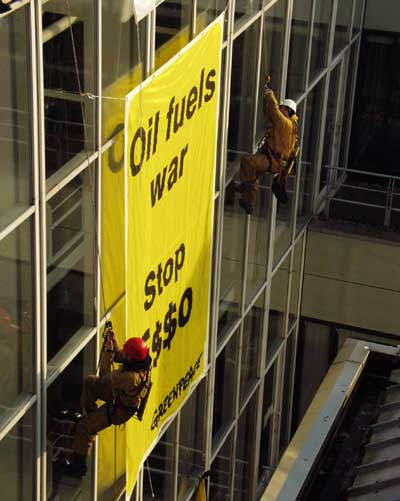
2003年3月，绿色和平激进分子爬到墙上抗议埃索/埃克森美孚集团

组织当前关注许多环境问题，焦点主要集中在阻止全球变暖以及保持世界海洋和原始森林生物多样性。除了常规的环境组织方法（例如政治游说和参加国际会议），绿色和平有其自己的方法进行非暴力直接行动。
綠色和平使用非暴力直接行动吸引公众对特定环境问题的注意，成员有时候把自己置于鲸鱼和鱼叉之间，有时候打扮成放射性废料桶闯入核设施中。
绿色和平最显著的成就包括：核武器的大气测试；（据称）永久禁止国际商业捕鲸；通过条约声明南极洲是一个世界公园，禁止由个别国家占有和在该大陆上进行商业活动。为支持最后一点，世界公园基地在南极洲建立，从1987年到1992年共运作了5年。

### 反核试
1971年9月，不以举手表决委员会租用渔船費利斯·科馬克號，由約翰·科馬克担任船长，以“绿色和平”的名义开往阿姆奇特卡島，目的是阻止预定的第二次核试。美国海岸警卫队信心号截住了費利斯·科馬克號，迫使它回航。但是在这之前，信心号的船员已经在他们的船长背后贴了一张纸，上面写着：“你们所做的是造福全人类的事。”
費利斯·科馬克號船员回到阿拉斯加后得知，加拿大的主要城市已经聚集了示威者，美国也把第二次地下核试推迟到11月份。
1972年5月，成立不久的绿色和平请求富有同情心的船长们帮助他们抗议法国政府在太平洋穆魯羅阿珊瑚岛进行的大气核试验，一位被逐出加拿大在新西兰当过企业家的大衛·麥塔格特响应了请求。麥塔格特在年轻的时候曾经是羽毛球比赛的冠军，在一次气体爆炸令一位在他滑雪旅馆工作的员工严重受伤后，卖掉自己的商业股份后移居南太平洋。因为被各国政府逐出他心爱的太平洋，麥塔格特感到非常愤怒，于是他借出游艇“Vega”號，召集了一组船员。
1973年，麥塔格特驾驶“Vega”进入穆魯羅阿環礁附近的禁区，没想到被法国海军撞击。当他第二年再次抗议的时候，法国海军登上“Vega”，粗暴地殴打麥塔格特。后来，法国海军在媒体上登出麥塔格特与海军高级军官共进晚餐的照片，以表示与反对党的友好。另一幅由船员安-瑪莉·荷恩拍摄的麥塔格特被殴打和带离游艇的照片同时在媒体上曝光。
1978年，绿色和平第一代的“彩虹勇士号”下水。它原来是一艘40米长的捕鱼拖捞船。名字来源于印第安人克里族的一个传说，就是因为这个传说吸引了早期的活跃分子羅伯特·亨特去阿姆奇特卡島。绿色和平以4万英镑的价格购买了“彩虹勇士号”（1955年下水时叫“威廉哈代爵士号”），之后志愿者对其进行了四个月的修理和改装。自第一次航行到冰岛扰乱捕鲸船队后，“彩虹勇士号”就成为了绿色和平斗争的重要工具。1978年到1985年间，船员同时参与了非暴力直接行动反对海洋有毒和放射性物质的倾泻，还反对奥克尼群岛的灰海豹猎杀活动以及太平洋的核试。
法国政府宣布停止大气核试验，反对法国核试的斗争获得一次胜利，没想到法国又开始了地下核试。绿色和平继续抗议太平洋的核试，直到1995年停止了试验计划。
1985年，綠色和平在新西蘭奧克蘭不斷抗議穆魯羅阿珊瑚島的核試，並闖入核試禁區，招致法國政府下令炸沉“彩虹勇士號”（根据世界杂志20周年纪念版所述，这是法国总统弗朗索瓦·密特朗亲自下达的命令）。
“彩虹勇士號”從北太平洋駛出，沿途幫助馬歇爾群島朗格拉普環礁的居民撤離。這些居民的健康一直受美國二十世紀五、六十年代核試所造成的輻射的影響。綠色和平打算由“彩虹勇士號”帶領一支小船隊抗議當時將要在穆魯羅阿環礁進行的核試。
1985年7月10日晚，兩枚炸彈設在船身被引爆，使船沉沒，回船取物品的攝影師费尔南多·佩雷拉也因此遇害。
新西蘭展開調查，查出事件與喬裝成一對度蜜月的瑞士夫婦的法國海陸空三軍少校阿蘭·馬法爾（Alain Mafart）和上校多明尼克·普里厄（Dominique Prieur）有關。警方逮捕了馬法爾和普里厄，但新西蘭當局無力阻止先後來自澳大利亞和法國的引渡要求。
法國政府開始時否認與爆炸有關，但迫於媒體壓力下，不得不在9月22日承認法國安全部下令了該爆炸。爆炸事件的調查同時揭露出法國特工克里斯汀·卡邦（Christine Cabon）受派遣滲透到綠色和平新西蘭奧克蘭辦公室，特務以志願者的身份混入該辦公室以搜集穆魯羅阿環礁鬥爭和“彩虹勇士號”行動的資料。
1987年，法國政府同意賠償1千3百萬新西蘭幣、並為爆炸事件道歉。原來的“彩虹勇士號”已經無法修復，於是清理後沉入馬陶里灣，成為一個人造礁。
1989年，绿色和平任命了另一艘船继续使命，同样命名为“彩虹勇士号”，作为绿色和平船队的第二代旗舰。

### 拯救鯨魚
新西兰神经学家保羅·史邦在受聘于溫哥華水族館研究鲸鱼被囚禁时的行为过程中，认识了羅伯特·亨特，他们发起了“拯救鲸鱼”运动。由于歐文·斯托反对把绿色和平的活动领域扩展到反对使用核武器以外，运动初期只根据亚哈计划禁令进行的。
随着1974年歐文·斯托的去世，这个僵局才得到消除。1975年春，得到重新授权的費利斯·科馬克號从温哥华启航，去会见苏联在加州海岸旁的捕鲸舰队。由于有一个原始的无线电方向探测器和音乐家Mel Gregory根据月亮的方向而不是指南针，Cormack在6月26日很幸运地遇到了捕鲸船队。
船员使用快速的充气船把他们置于捕鱼船“Vlastny”的鱼叉和一只逃跑的鲸鱼之间。电视在全世界播放“Vlastny”的电影脚本，片段展示了一个鱼叉从绿色和平成员的头上飞过。这件事吸引了世界公众媒体的关注，促成了1976在英国伦敦的国际捕鲸委员会会议。
現在的國際綠色和平年年都會到南極海作反對日本捕鯨的示威。

### 搶救鮪鱼
世界上有超過一半以上的鮪魚（每年約有250萬噸），是從太平洋中捕撈所得。在2007年，來自日本、菲律賓、印尼、南韓、台灣等處的船隊，就已經捕撈了80%左右的太平洋鮪魚。
自2001年起，太平洋的大目鮪及黃鰭鮪數量持續下降，減少漁撈量的措施勢在必行。然而，數據卻顯示2008年的漁撈量達有史以來最高—近250萬噸。科學家亦首次發出警告，指出大目鮪的漁撈量需要大幅減低最少50%，才能緩和過度捕魚的情況。
綠色和平保衛太平洋永續的第一步，就是推動中西部太平洋渔业委员会（WCPFC）關閉部分太平洋國家之間的國際海域，將之設立為海洋保育區，禁止所有捕撈、垃圾傾倒或是開礦等活動，並將中西太平洋區域的鮪魚捕撈量，以2001-2004年漁獲量為基準降低 50%，以保護鮪魚的產卵區和整個生態系統的平衡。
為保持漁業的永續性，以及保護太平洋的海洋生態系統，綠色和平建議：
1. 支持永久關閉太平洋四個袋狀公海區域，成立海洋保育區，禁止區域內所有捕魚行為。
2. 基於預警的原則及考慮到區內IUU捕魚情況而引致捕撈數據的不足和無法確認性，必須支持在中西太平洋鮪魚捕撈量以2001-2004年漁獲量為基準減少50%。
3. 支持全面禁止海上的漁獲轉運。

### 反转基因食品
美国一家科研机构在湖南省衡阳市一所小学选取72名6到8岁的健康儿童，其中24名孩子作为实验组，在21天的时间里每日午餐进食60克黄金大米。这项实验旨在检验转基因黄金大米对补充人体维生素A的作用。绿色和平组织认为以儿童做实验极不负责任，呼吁中国政府审核该研究合法性，并对受到影响的儿童提供医疗和法律援助。
2014年麥當勞在一封給綠色和平組織的信中承認，其再次使用基因改造飼料喂養肉雞，從而結束了其在2001年許下的承諾，即在歐洲市場上不使用改造基因飼料餵養用於製作雞塊和雞肉漢堡的肉雞。此舉遭到綠色和平組織嚴厲批評。

### 保護北極
保護北極，是綠色和平發起的活動，反對任何國家在北極圈內開採石油，或是遠洋漁船在這個海域的大量捕魚行為。*荷兰皇家壳牌，2010年漏油事件
，綠色和平呼籲在2030年以前汽車停止使用石油。
- 俄羅斯天然氣工業股份公司，綠色和平在2013年9月18日試圖登上該公司的鑽油平台進行談判。次日，俄羅斯聯邦安全局邊防軍海巡隊以海盜罪，逮捕了30人至今。之後各地的綠色和平發起一人一信活動，試著營救被監禁者。 后来俄方控罪改为流氓罪，最后以俄联邦特赦法的程序管道释放。 [31]

### 能源转型与大气保护
綠色和平的不同行動者，就三星電子（Samsung）在全球僅使用1%可再生能源作出抗議。例如：德國行動者在柏林的三星廣告牌上拉起橫幅、台灣行動者在西門町的三星門巿大樓外牆掛起直幡等。2018年6月，三星公布能源新政策，位於中國、美國、歐洲的生產廠房、辦公室大樓及營運設施，將於2020年前達到100%可再生能源。
香港空氣污染嚴重，綠色和平在2019年已經透過研究帶出問題，包括估算政府不跟隨世衞指引的醫療及經濟損失、揭示香港二氧化氮情況調查。然後正致力通過義工，把測量空氣質素的儀器掛到全港100個試點，以量度一般空氣監測站不能測量的區域。

### 反對「明日大嶼願景」
2018年，香港政府推行至少歷時13年、造價超過6,240億港幣的「明日大嶼願景」計劃，主要內容是要在交椅洲和喜靈洲分階段進行填海，興建合共約1,700公頃的人工島，以增加住屋供應。綠色和平批評計劃將會嚴重破壞該處海域的自然生態，並且建議政府應改為使用被濫置電子廢料的棕地，綠色和平正繼續密切監察報告及研究內容，確保巿民的聲音能如實反映。

### 超市减少塑胶使用倡议
綠色和平提出全球每年製造逾3億8千萬噸塑膠，當中大部分使用時間極短，亦無法回收。於是香港綠色和平在2019年，已跟不同在港經營的大型超市企業接觸，提醒社會減少用膠的逼切性。再者，他們推出不同家庭的減塑真人騷節目，正為下一階段與企業對話的升級作準備。

### 巴西桃花心木保护
2002年，绿色和平组织了一次抗议美国在巴西政府下了巴西桃花心木出口暂禁令以后，进口超过1千万美元的巴西桃花心木。2002年4月12日，两个绿色和平分子登陆载有桃花心木的船只，挂起一块写着“布什总统，停止非法运输木材”。两名绿色和平分子连同其他四名协助者被逮捕，以过失行为罪被起诉，在监狱裡度过了一个周末。
这一事件的影响是，绿色和平组织作为一个整体于2003年7月18日被美国司法部提起控诉。“航海员商贩”使用这一条法律控诉和平抗议者受到世界范围的抗议。司法部后来在2003年11月14日把绿色和平提交到迈阿密联邦法院受审。控诉绿色和平不正确地宣称他们所登陆的船藏有禁运的桃花心木。
2004年5月16日，法官Adalberto Jordan下了有利于绿色和平的判决：“以言论自由相关行为的罪名指控一个宣传组织是罕见的——甚至可能是空前的。”

## 活动行为争议
绿色和平一直受到政府，工业界，甚至其它环境组织的一些非议，因為其抗議行動十分激進。它的旗舰“彩虹勇士号”曾因反对法国在南太平的核试验而被法国特别部队炸沉过。它的人员也常因非法闯入这一类罪行被逮捕。组织的管理机制和它使用的非暴力直接行动（某些被认为是非法的社会扰乱行为：例如示威者用鎖鏈將自己和雀巢公司的貨車鎖住，阻塞其工廠）是受争议的主要来源，绿色和平也因这些极端行为被称为生态恐怖组织。另一方面，也有人觉得绿色和平反而太过主流化。海洋守护者领袖保羅·沃森曾经称之为“环保运动的雅芳推銷小姐（Avon ladies）”（雅芳是一家美國美容直銷公司，採用以雅芳小姐上門推銷產品的營銷方式），因为它们逐家逐户的筹款是依赖于媒体故意曝光的配合，媒体总是把绿色和平的名字放在首页以增加其曝光度。
有時，綠色和平更為達到目的而渲染誇大。1975年秋天，綠色和平帶著記者團去拍攝愛斯基摩人獵取海豹的「殘酷鏡頭」。綠色行動組織的時任總裁羅伯特·亨特曾指「如果不禁獵，格陵蘭海豹將在五年內絕種。」在新聞媒體炒作、歐美電影明星和政治人物支持下，1983年歐洲議會在壓力下宣布禁止幼豹皮在歐洲出售，令整個海豹的皮毛市場崩潰。但加拿大野生動物基金會會長說：「我們並不擔心格陵蘭海豹會絕種。」受委託調查的人道機構，也發現獵殺海豹的方法並非不人道。加拿大北極圈的獵人因為斷了生計，11年內有152人自殺，而漁民損失更大。
两位重要的绿色和平的批评家分别是：冰岛电影摄制者马格努斯·格维兹蒙兹松（Magnus Gudmundsson）和加拿大环境学家帕特里克·摩尔（Patrick Moore）。格维兹蒙兹松是支持捕鲸的纪录片“在北方极地生存”的导演，他把焦点集中于反捕鲸和捕海豹所带来的社会影响。摩尔是绿色和平的早期创始人之一，曾因反对破坏不列颠哥伦比亚的森林、反对核试验和反对捕鲸而闻名，但后来立场发生一些转变。摩尔于1986年退出绿色和平，并表示他退出的原因是绿色和平鼓吹反对在自来水中添加消毒用的氯。摩尔指责绿色和平有妖魔化所有的工业化学产品的趋势，并称绿色和平的领导者都没有接受过正规的科学教育，已经完全抛弃了科学的客观性，变成了以政治目的优先的環保极端主义组织。而绿色和平组织则回应绿色和平不反对在饮用水和医疗中合理的使用氯，并表示摩尔的指责是子虚乌有。同时绿色和平的支持者声称格维兹蒙兹松和摩尔像许多批评家一样，都是接受了相关工业界的可观报酬。
有时候，绿色和平的某些行动的科学或事实基础受到非议，特别是Brent Spar石油平台事件。在该事件中，绿色和平进行了一次成功的斗争，他们占领了Brent Spar并实现了联合抵制，迫使平台的所有者荷兰皇家壳牌将平台拖至挪威的岸上进行拆解而不是直接将平台沉入海底造礁。后来，绿色和平承认对于该平台上剩余原油量的估算存在失误并为此进行了道歉。但该组织同时声称，残余油量并非这场抗争的唯一焦点，他们的目的是阻止向北海（North Sea）倾倒废弃物（包括可以造礁的废弃石油平台）这一行为。
2003年9月，公共利益观察组织（PIW）向美国国家税务局控诉，称绿色和平的捐税收入是不准确和违反法律的。PIW称，绿色和平以非营利捐赠名义代替慈善和教育用途。PIW希望IRS对这宗控诉展开调查。绿色和平否认这一控诉并要求PIW透露它的基金会成员，PIW执行理事Mike Hardiman拒绝了这一要求。绿色和平的慈善组织身份从1989年开始在加拿大被废除。
2006年3月，方舟子因315消费者权益保护日为北京科技报撰文，质疑该组织反对转基因食品的研究是在借环境保护之名，行阻碍科学之实。
绿色和平组织宣称不接受政府和企业的捐款，但绿色和平组织也会公开支持一些企业的行为，例如赞赏百安居的可持续木材采购政策。也有人质疑宜家利用WWF和绿色和平这样的机构来进行“绿洗”。但绿色和平认为“我们没有永远的朋友和永远的敌人。只要你愿意做出改变，很好，我们也会释放出善意。我们针对的是解决环境议题，而不是特定的公司。”有一些曾经与绿色和平“为敌”的世界500强企业高管认同这一点：“只要他们见到企业做出真正的努力，他们就会来帮助你，他们想让你成为行业的一个典范。”
1989年台灣民間粘錫麟等人就已經發起成立「台灣綠色和平組織」，遭國際綠色和平指控侵害「商標法」。1997年方儉等人爭取國際綠色和平在台設立「Greenpeace Taiwan」時，對方無意願，直到綠色和平組織 1997 年在香港註冊，另在中國北京設辦公室，於2010年綠色和平才赴台成立台北辦公室，香港、北京與台北辦公室皆隸屬綠色和平東亞分部。
綠色和平台北辦公室成立之初，多個環保、勞工、人權團體質疑有政治目的。台灣勞工陣線另指，該會近來在台召募人員時，還詢問面試者的統獨立場，有「政治歧視」之嫌，觸犯就業服務法，時任綠色和平北京辦公室執行長Mario Damato解釋：「是因為台灣很多公共事務都會碰觸到政治，希望員工未來有能力處理類似狀況。」。
2014年4月11日，綠色和平組織成员赖芸等一行3人在华中农业大学海南陵水水稻基地偷窃水稻材料，被基地师生现场抓获，并追回偷采的样品3包，其中有水稻种子和叶片。后中国农业部发通知要求严防转基因材料流失。也有文章称綠色和平組織非法提供中国种子于外国的行为在此前早有历史。
2014年12月，綠色和平組織的人員利用聯合國氣候變遷會議在秘魯首都利馬召開期間，在未經許可的情形下，進入納斯卡線保護區以黃色布條拼出（該是做改變的時候：創造可再生的未來。）字樣，引起非議。秘魯政府指其留下的腳印破壞了地貌。
2021年3月，綠色和平組織的人員於法國戴高樂國際機場將一台停機坪上的法國航空客機噴上綠色油漆，以表達對於法國政府氣候變遷政策的不滿。

## 官司

### 美國北達科他州輸油管案
美國北達科他州輸油管線公司「能源運輸」（Energy Transfer）控告綠色和平組織在2016年至2017年間，達科他輸油管建設期間，組織暴力行動並誹謗公司。2025年3月，陪審團裁定綠色和平組織的行為構成非法侵入、滋事騷擾、共謀與剝奪財產使用權等罪名，須賠償6.6億美元。綠色和平組織表示將提出上訴。

## 外部連結
- 绿色和平 - 中国官方网站 （页面存档备份，存于）（简体中文）
- 绿色和平的哔哩哔哩个人空间（简体中文）
- 绿色和平VS方舟子：一场关于转基因食品的争论 （页面存档备份，存于）.中国新闻社.2004-05-21（简体中文）
- “杯中願”行動 （页面存档备份，存于） - 綠色和平（繁體中文）
- Greenpeace 綠色和平 - 香港網站 （页面存档备份，存于） （繁體中文）
- Greenpeace 綠色和平 - 香港網站的Facebook專頁（繁體中文）
- 綠色和平 Greenpeace Hong Kong的Instagram帳戶（繁體中文）
- Greenpeace Hong Kong的X（前Twitter）（繁體中文）
- YouTube上的Greenpeace 綠色和平 - 香港網站頻道（繁體中文）
- Greenpeace 綠色和平 - 台灣網站 （页面存档备份，存于）（繁體中文）
- Greenpeace 綠色和平 (台灣網站)的Facebook專頁臉書粉絲團（繁體中文）
- 綠色和平 Greenpeace Taiwan的Instagram帳戶（繁體中文）
- YouTube上的綠色和平 臺灣頻道（繁體中文）
- Greenpeace 綠色和平東亞分部 （页面存档备份，存于）（英文）
- 怜悯的浪潮：绿色和平的成立 作者：Rex Weyler（英文）
- www.rexweyler.com （页面存档备份，存于） Rex Weyler, 绿色和平合作创始人官方网页（英文）